# STS-51-B

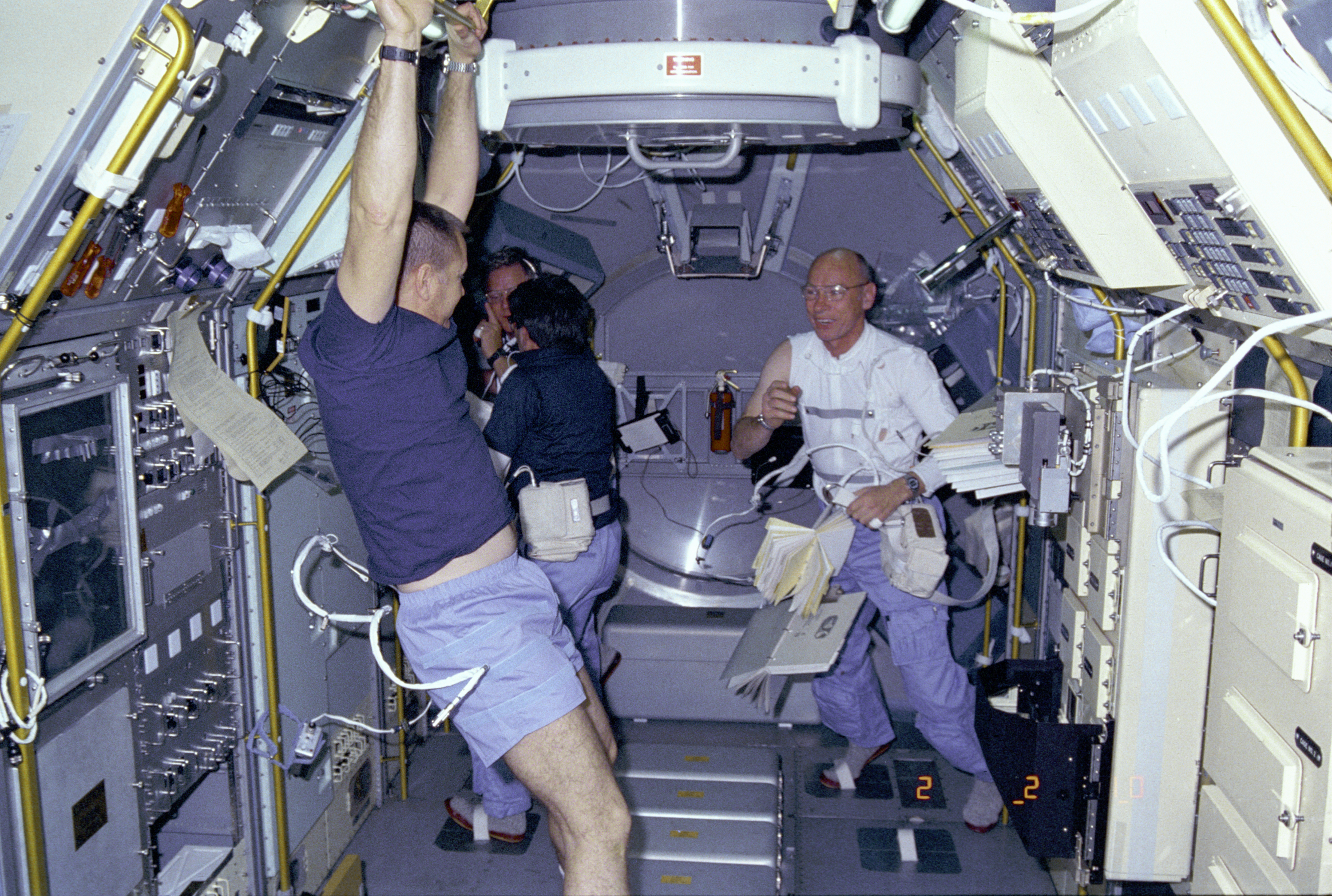

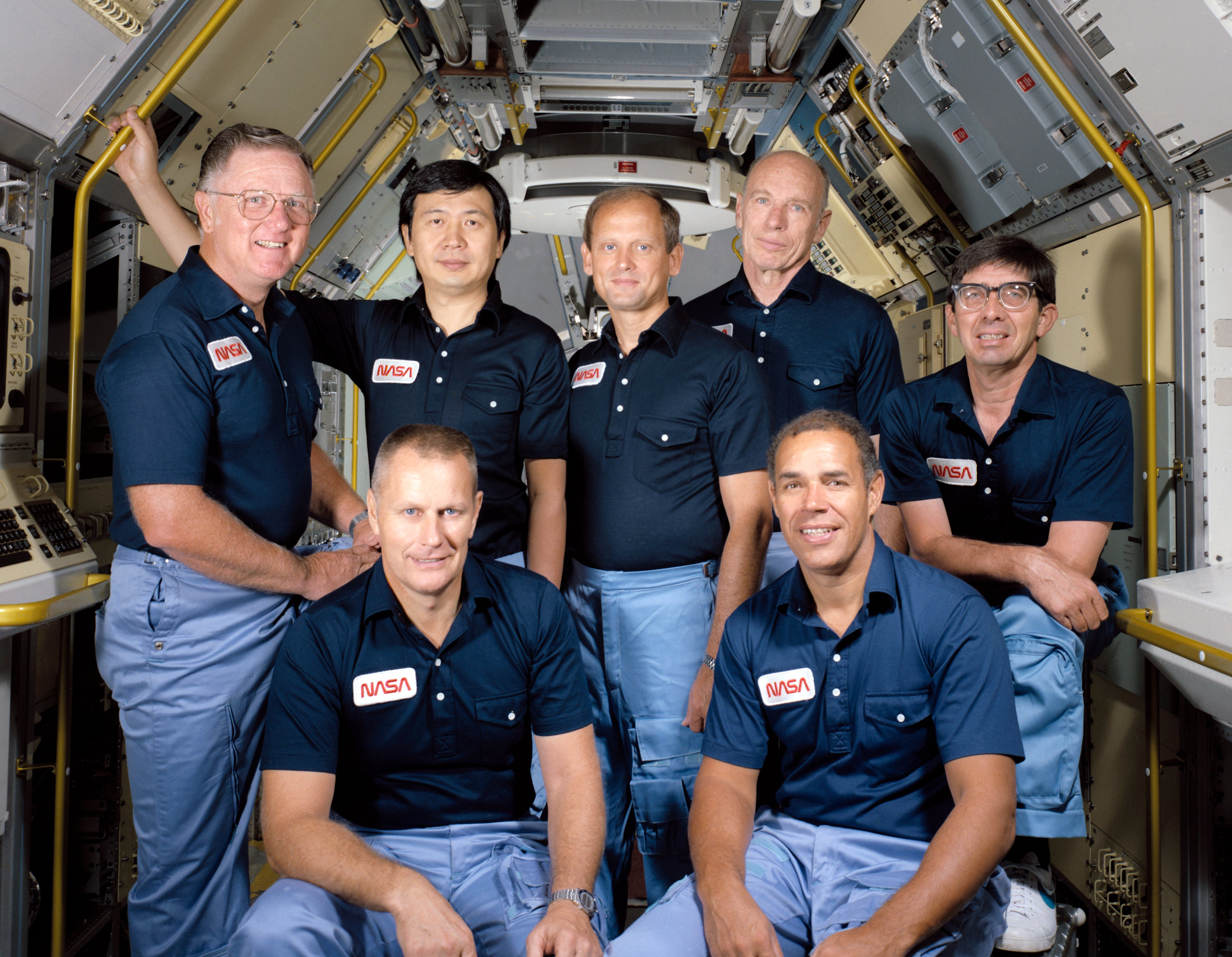
(앉은 사람): 로버트 F. 오버마이어, 프레데릭 D. 그레고리
(서있는 사람): 돈 L. 린드, 테일러 G. 왕, 노먼 E. 타가드, 윌리엄 E. 손튼, 로드베이크 반 덴 버그

STS-51-B는 NASA 우주왕복선 계획의 17번째 비행이자 챌린저 우주왕복선의 7번째 비행이었다. 1985년 4월 29일 챌린저호의 발사는 발사 처리 실패로 인해 2분 18초 지연됐다. 챌린저호는 처음에 STS-51-E 임무를 수행하기 위해 패드에 출시되었다. TDRS-B 위성에서 타이밍 문제가 발생하자 셔틀이 롤백되었다. STS-51-E가 취소되었을 때 챌린저호는 STS-51-B 페이로드와 함께 다시 나타났다. 셔틀은 일주일간의 임무를 마치고 1985년 5월 6일에 성공적으로 착륙했다.